# Testbarhet
Testbarhet, egenskap hos en empirisk hypotes, som uppfyller följande två kriterier:
(1) falsifierbarhet, det vill säga att det genom någon tänkbar observation är möjligt att visa att hypotesen är felaktig, samt
(2) den praktiska genomförbarheten av en sådan möjlig observation (till exempel genom ett experiment).
Falsifierbarhet i sig säger inte att en falsifierande observation är möjlig att genomföra givet den teknik och de resurser som för närvarande finns tillgängliga. Testbarhet är alltså en skärpning av falsifierbarhet som begränsar sig till de fall som går att genomföra i praktiken. Exempelvis var det inte möjligt att kunna visa att hypotesen att Saturnus har en ring runt sig var felaktig förrän teleskopet uppfanns. På samma sätt är det inte nu möjligt att visa om en viss strängteori är felaktig eftersom de partikelacceleratorer som finns nu inte kan komma upp i tillräckliga energier. De är alltså (teoretiskt) falsifierbara men inte testbara. Ett mer jordnära exempel är att det inte är möjligt att observera alla skalbaggar i Sverige ett visst exakt klockslag eftersom det inte finns resurser till det. Hypotesen att det finns exakt N stycken skalbaggar i Sverige just den tiden är alltså inte testbar. Icke desto mindre är det en empirisk fråga.
Mängden hypoteser som blir testbara ökar givetvis med teknikutveckling och antalet forskare, men en stor mängd hypoteser kommer troligtvis för alltid förbli otestbara.
Inom ingenjörskonsten refererar detta till förmågan hos ett system eller en apparat att kunna testas.